# Acker-Witwenblume
Die Acker-Witwenblume (Knautia arvensis; Synonym: Scabiosa arvensis L.), auch Wiesen-Witwenblume, Nähkisselchen oder Wiesenskabiose genannt (weitere Synonyme: kurz Skabiose, Apostelkraut und früher auch Gemeines Apostemenkraut), ist eine Pflanzenart aus der Gattung der Witwenblumen (Knautia) in der Unterfamilie der Kardengewächse (Dipsacoideae).

## Beschreibung

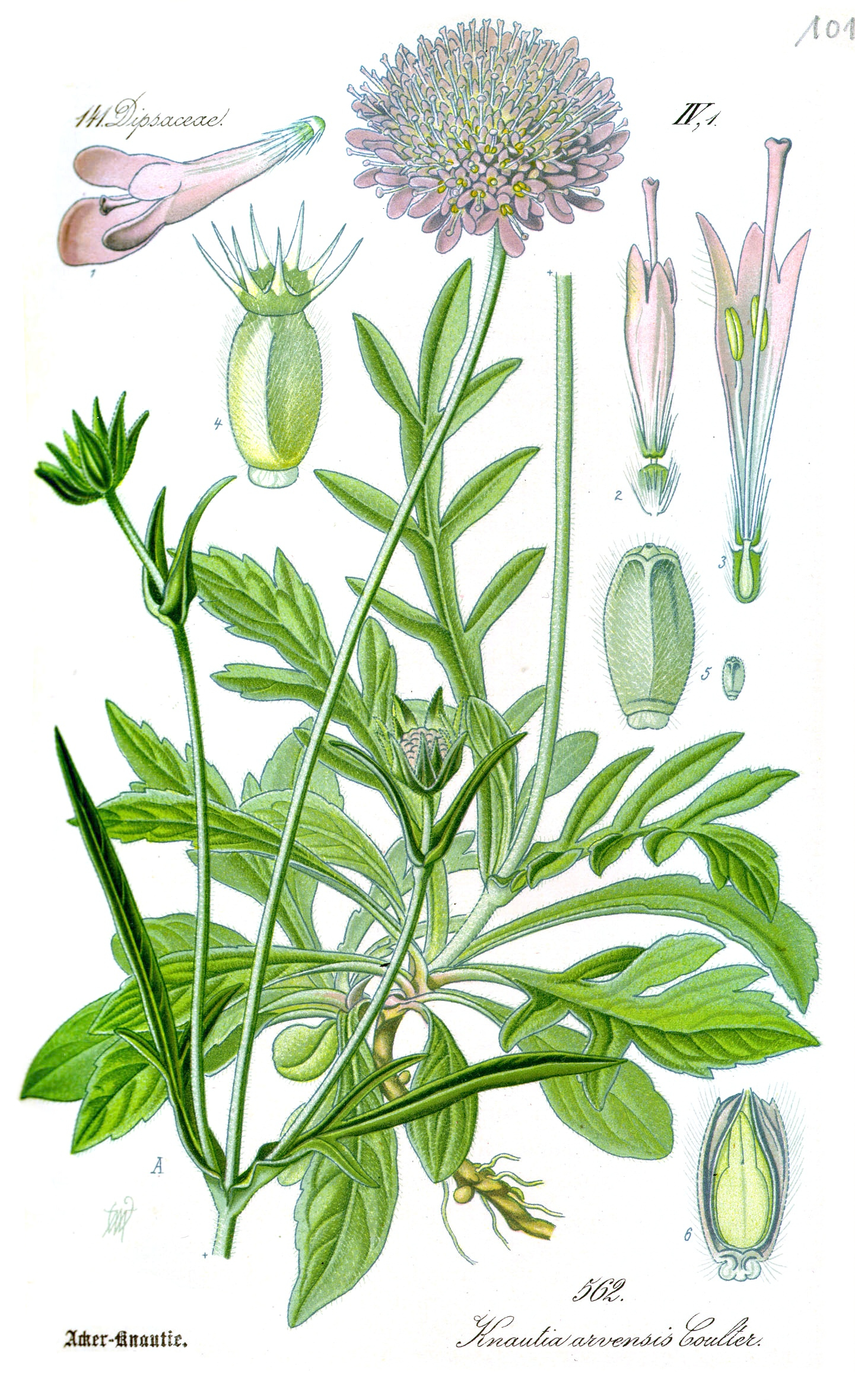
Illustration von Otto Wilhelm Thomé

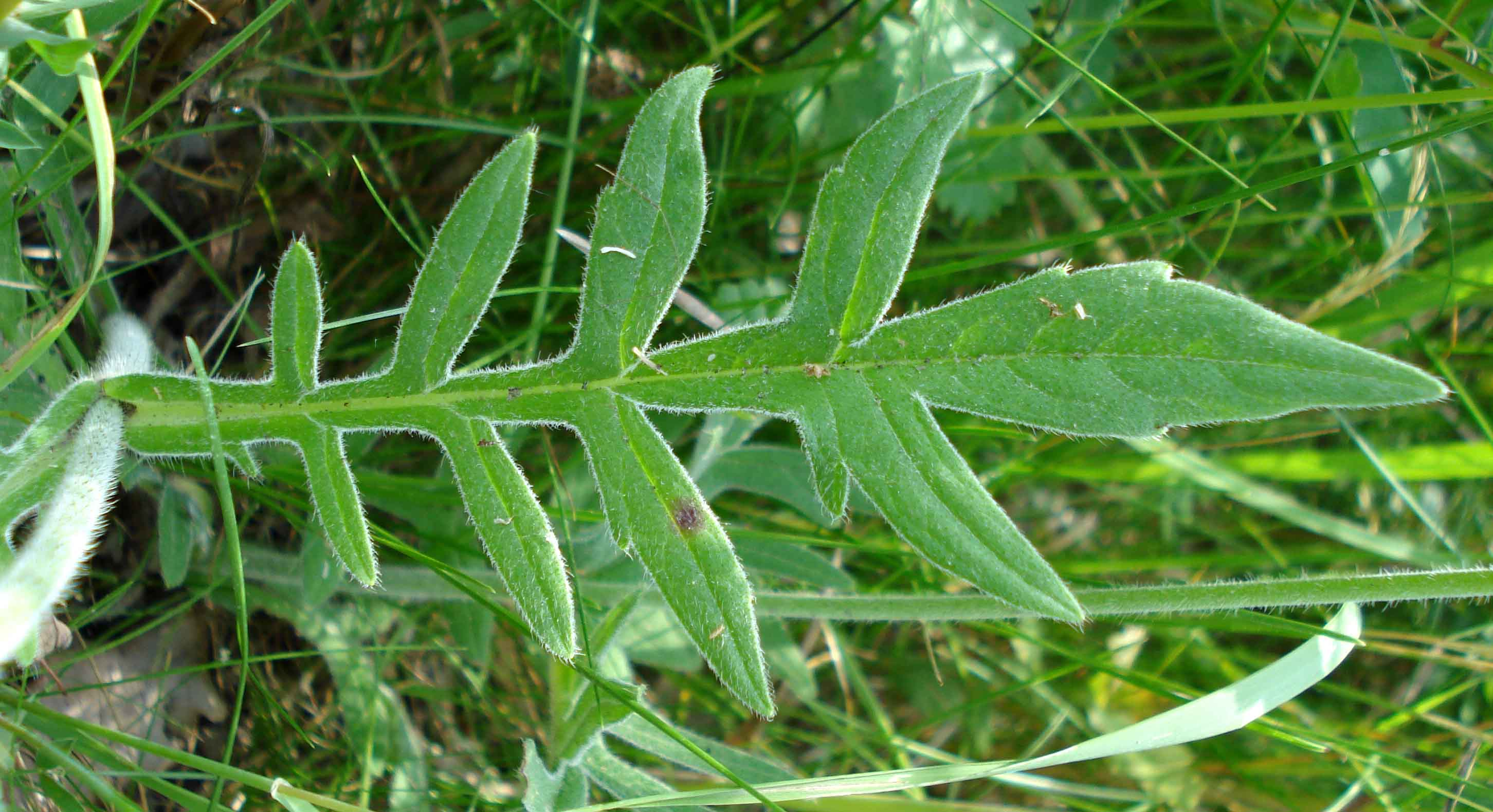
Fiederspaltiges Laubblatt

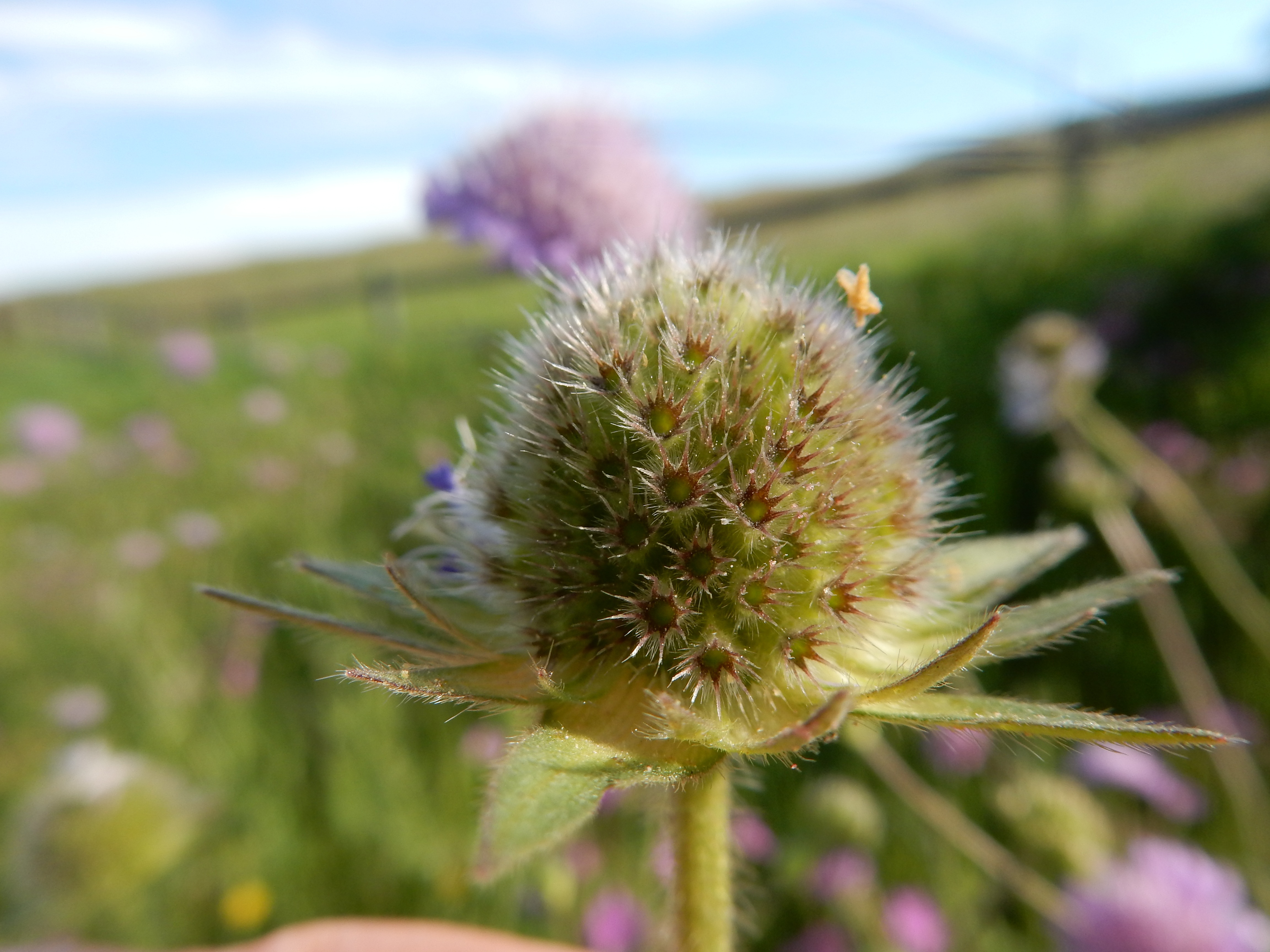
Fruchtstand

### Vegetative Merkmale
Die Acker-Witwenblume ist eine sommergrüne, ausdauernde krautige Pflanze, die Wuchshöhen von 30 bis 80 Zentimetern erreicht. Es ist ein Rhizom als Überdauerungsorgan vorhanden. Ihr Stängel ist rückwärts mit steifen Härchen versehen.
Die gegenständigen Laubblätter sind meist fiederspaltig und erscheinen matt graugrün. Es sind keine Nebenblätter vorhanden.

### Generative Merkmale
In rau behaarten, leicht gewölbten, köpfchenförmigen Blütenständen, die eine gemeinsame Hülle umgibt, sind keine Spreublätter enthalten. Die Blütenköpfchen enthalten bis zu 50 Blüten. Neben Pflanzenexemplaren mit zwittrigen Blüten gibt es auch rein weibliche Exemplare; es liegt also Gynodiözie vor.
Die Blüten sind vierzählig. Ihr Kelch ist mit acht bis 16 Borsten versehen. Die Kronblätter sind zu einer bis zu 9 Millimeter langen Kronröhre verwachsen, die in vier Kronzipfel endet. Es sind zwei bis vier freie Staubblätter vorhanden. Der Pollen ist rötlich. Der Griffel endet in zwei Narben. Der unterständige, einfächrige Fruchtknoten enthält nur eine Samenanlage.
Die Achänen besitzen einen bleibenden Kelch.
Die Chromosomenzahl beträgt 2n = 20 oder 40.

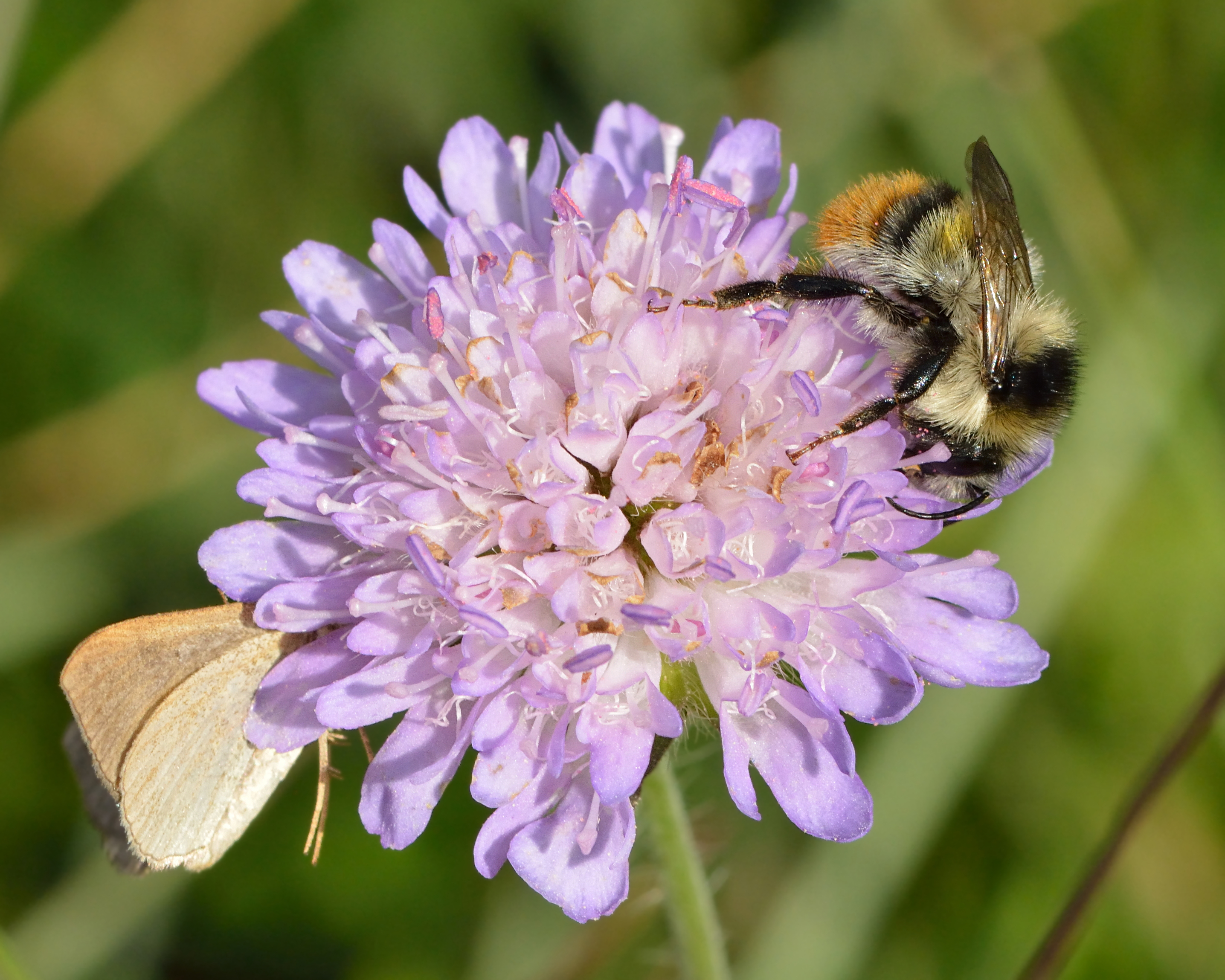
Bestäubung mit Waldhummel (Bombus sylvarum)

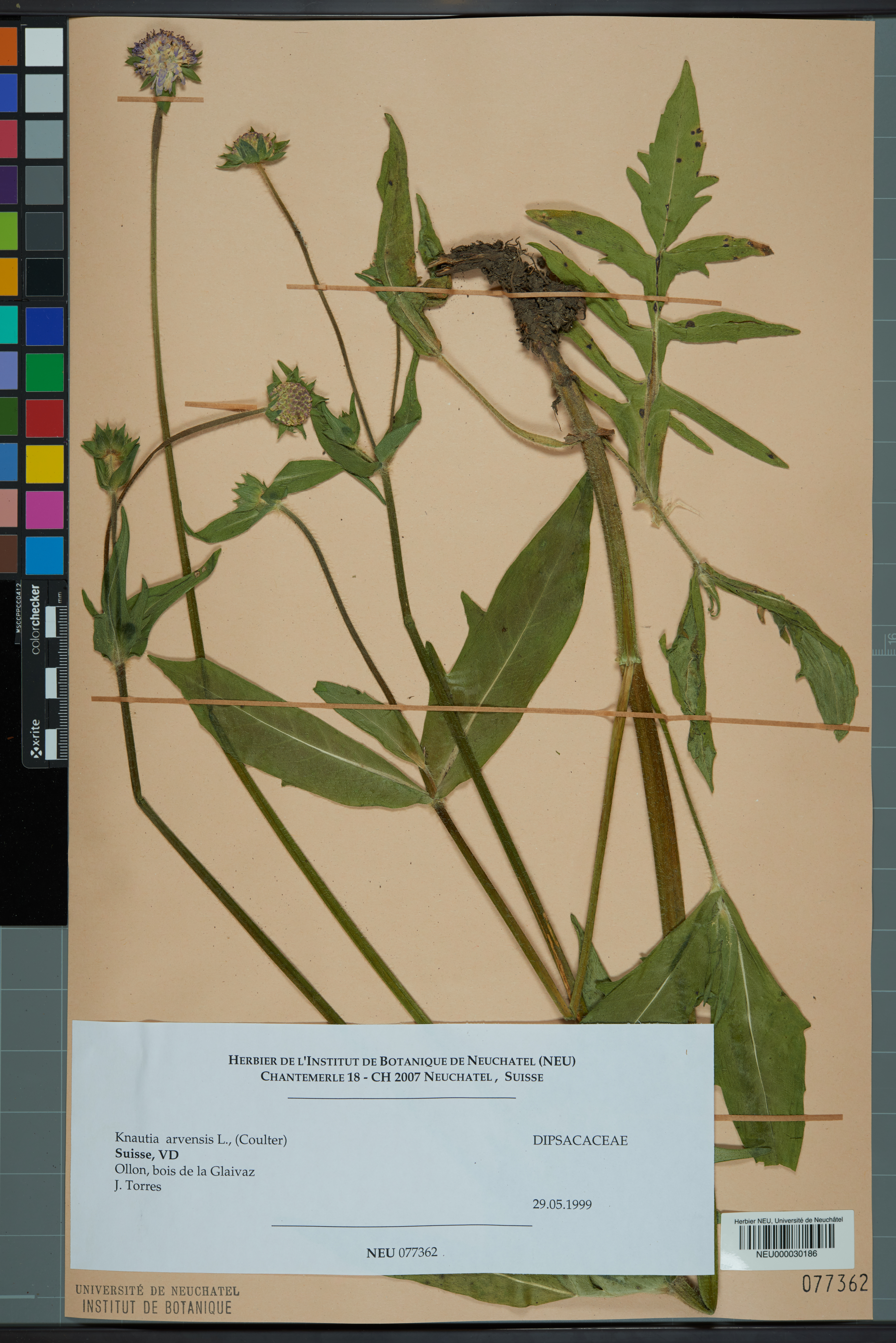
Herbarbeleg

## Ökologie
Bei der Acker-Witwenblume handelt es sich um einen mesomorphen Hemikryptophyten und eine Halbrosettenpflanze. 
Blütenbiologisch handelt es sich beim Blütenstand um den „Körbchenblumen-Typ“. Die Blüten duften und sind immer vormännlich. Der Nektar ist durch eine Saftdecke geschützt, aber trotzdem auch kurzrüsseligen Insekten zugänglich. Zuerst öffnen und strecken sich nacheinander die Staubblätter, dann die Griffel. Als Bestäuber fungieren Bienen und diverse Schmetterlinge (beispielsweise Widderchen). Auch Selbstbestäubung kommt vor.
Die Achänen besitzen einen lang behaarten Außenkelch, der noch bis nach der Ablösung photosynthetisch aktiv ist, und weiße, borstenförmige Kelchblätter sowie einen aus der Basis des Vorblatts gebildeten Ölkörper (Elaiosom) für die Ausbreitung durch Ameisen. Der Körbchenboden ist steif behaart und begünstigt die Ausbreitung der Diasporen als Tierstreuer. Auch Menschenausbreitung kommt vor. Die Samen sind bis über 35 Jahre keimfähig. Die Fruchtreife liegt im September.
Die Acker-Witwenblume wird von mehreren Schmetterlingsarten als Nektarpflanze genutzt. Zudem ist sie Raupenfutterpflanze für die polyphagen Arten Skabiosenschwärmer und Zimtbär.

## Vorkommen
Das ursprüngliche Verbreitungsgebiet der Acker-Witwenblume umfasst Europa, den Kaukasusraum, Kasachstan und das westliche Sibirien. Sie kommt auch in Tunesien vor. Im östlichen Sibirien, in Argentinien und in Nordamerika ist sie ein Neophyt. Der Verbreitungsschwerpunkt liegt in den westlichen Gebieten Europas bis in Höhenlagen von 1500 Metern. In den Allgäuer Alpen steigt sie im Vorarlberger Teil zwischen Berbigen-Vorsäß und Stoggenalpe bis zu einer Höhenlage von 1250 Metern auf.
Die Acker-Witwenblume ist überall in Mitteleuropa auf nährstoffreichen Wiesen, an Wegrändern, auf Halbtrockenrasen oder extensiv bewirtschafteten Äckern zu finden. Sie ist „basenhold“, das heißt, sie gedeiht am besten auf basischen Böden. Nach Oberdorfer gedeiht sie in Mitteleuropa auf frischen bis mäßig trockenen, nährstoff- und basenreichen, schwach sauren bis milden, mehr oder weniger humosen, lockeren, mittelgründigen bis tiefgründigen Lehmböden ohne Staunässe. Sie ist eine Charakterart der Ordnung Arrhenatheretalia, kommt aber auch in Pflanzengesellschaften des Verbands Mesobromion vor.

## Systematik
Die Erstveröffentlichung erfolgte 1759 unter dem Namen (Basionym) Scabiosa arvensis Carl von Linné. Die Neukombination zu Knautia arvensis (L.) DC. wurde durch Thomas Coulter veröffentlicht. Weitere Synonyme für Knautia arvensis (L.) DC. sind: Scabiosa collina F.W.Schmidt, Scabiosa polymorpha F.W.Schmidt, Trichera arvensis (L.) Schrad., Trichera timeroyi (Jord.) Nyman, Trichera arvensis subsp. timeroyi (Jord.) Nyman, Knautia timeroyi Jord., Knautia avernica Chass. & Szabó, Knautia boderei Szabó, Knautia borderei Szabó, Knautia catalaunica Szabó, Knautia purpurea subsp. timeroyi (Jord.) P.Fourn., Knautia arvensis var. pseudolongifolia Szabó, Knautia arvensis subsp. polymorpha (F.W.Schmidt) O.Schwarz, Knautia arvensis subsp. pratensis Rouy, Knautia arvensis subsp. pseudolongifolia (Szabó) O.Schwarz.
Je nach Autor werden mehrere Unterarten unterschieden:
- Gewöhnliche Acker-Witwenblume (Knautia arvensis (L.) DC. subsp. arvensis): Laubblätter kahl oder behaart, Stängelhaare derb, am Grund oft rötlich; sie ist tetraploid. Sie kommt in Tunesien, Spanien, Österreich, Tschechien, in der Slowakei, in Slowenien, Kroatien, Ungarn und Rumänien vor.[10]
- Knautia arvensis subsp. collina (Duby) Bonnier: Sie kommt nur in Spanien vor.[10]
- Pannonische Acker-Witwenblume (Knautia arvensis subsp. pannonica (Heuff.) O.Schwarz, Syn.: Knautia pannonica Heuff., Knautia arvensis var. budensis (Simonk.) Szabó):[10] Die Laubblätter sind graufilzig behaart, Stängelhaare sind fein, am Grund grünlich; sie ist diploid; Vorkommen in Österreich in Niederösterreich, Oberösterreich, Wien und Burgenland.
- Knautia arvensis subsp. rosea (Baumg.) Soó (Syn.: Knautia bosniaca (Conrath) Borbás, Knautia dumetorum Heuff., Scabiosa arvensis var. rosea Baumg.): Sie ist von Mitteleuropa bis Südeuropa und Südosteuropa verbreitet.[10]
- Knautia arvensis subsp. rupicola (Willk.) O.Bolòs, Vigo, Masalles & Ninot (Syn.: Trichera subscaposa var. rupicola Willk.): Diese Neukombination erfolgte 1990. Sie kommt nur in Spanien vor.[10]
- Knautia arvensis subsp. serpentinicola Smejkal: Dieser Endemit kommt nur in Tschechien vor.[10]

## Verwendung als Heilpflanze
Die Acker-Witwenblume (genannt auch „Apostelkraut“  bzw. „Apostemenkraut“ und lateinisch scabiosa) wurde insbesondere früher als Heilpflanze bei Ekzemen, chronischen Hauterkrankungen, Pruritus ani, Analfissuren, Nesselsucht, zur Reinigung und Heilung von (eitrigen) Geschwüren bzw. Abszessen (früher Apostema oder Apostema genannt), bei Husten, Halsleiden und zur „Blutreinigung“ angewendet. Als Droge werden die Blätter und die Wurzel innerlich oder äußerlich in Form eines Aufgusses verwendet. Die Pflanze enthält Triterpensaponine (z. B. Knautiosid), Steroide, Iridoide, Flavonoide und Gerbstoffe. Aufgrund ihrer Bitter- und Gerbstoffe wirkt die Droge adstringierend und antiseptisch.
Die konkreten Inhaltsstoffe sind im Vergleich zu anderen Heilpflanzen wenig erforscht. Im Rahmen eines Forschungsprojekts der Europäischen Union über Inhaltsstoffe von Weidepflanzen und ihren möglichen Nutzen in der Ernährung von Wiederkäuern wurde getestet, ob die Art geeignet ist, aus ihr antibiotisch wirksame Futterzusätze für Rinder zu gewinnen. Dazu wurden insbesondere phenolische Komponenten analysiert. Demnach enthält die Acker-Witwenblume an Monophenolen hauptsächlich Kaffeesäure, Vanillinsäure, Ferulasäure und p-Cumarsäure. An Polyphenolen wurde hauptsächlich Chlorogensäure, ein Ester zwischen Kaffeesäure und Chinasäure gefunden. Nach anderen, nicht quantifizierten Untersuchungen enthält die Acker-Witwenblume auch ein Isomer zur Chlorogensäure, zwei Isomere, die durch Veresterung von zwei Äquivalenten Kaffeesäure mit Chinasäure gebildet sind, sowie einen Ester zwischen Kaffeesäure und Hydroxycitronensäure.

## Verwendung als essbare Wildpflanze
Die Blätter der Acker-Witwenblume haben einen bitterlich-würzigen Geschmack. Die Blüten schmecken hingegen mild. Vor der Blüte, von April bis Juli, können die jungen Blätter in kleinen Mengen Salaten zugegeben werden. Als herbe Zutat eignen sie sich auch als Zugabe für Suppen, Fonds, Gemüsegerichte, Kräuterquark oder Bratlinge. Von Juli bis August können die Blüten als essbare Dekoration über Gemüsegerichte, Salate, Butterbrote und Süßspeisen gestreut werden.

## Illustrationen

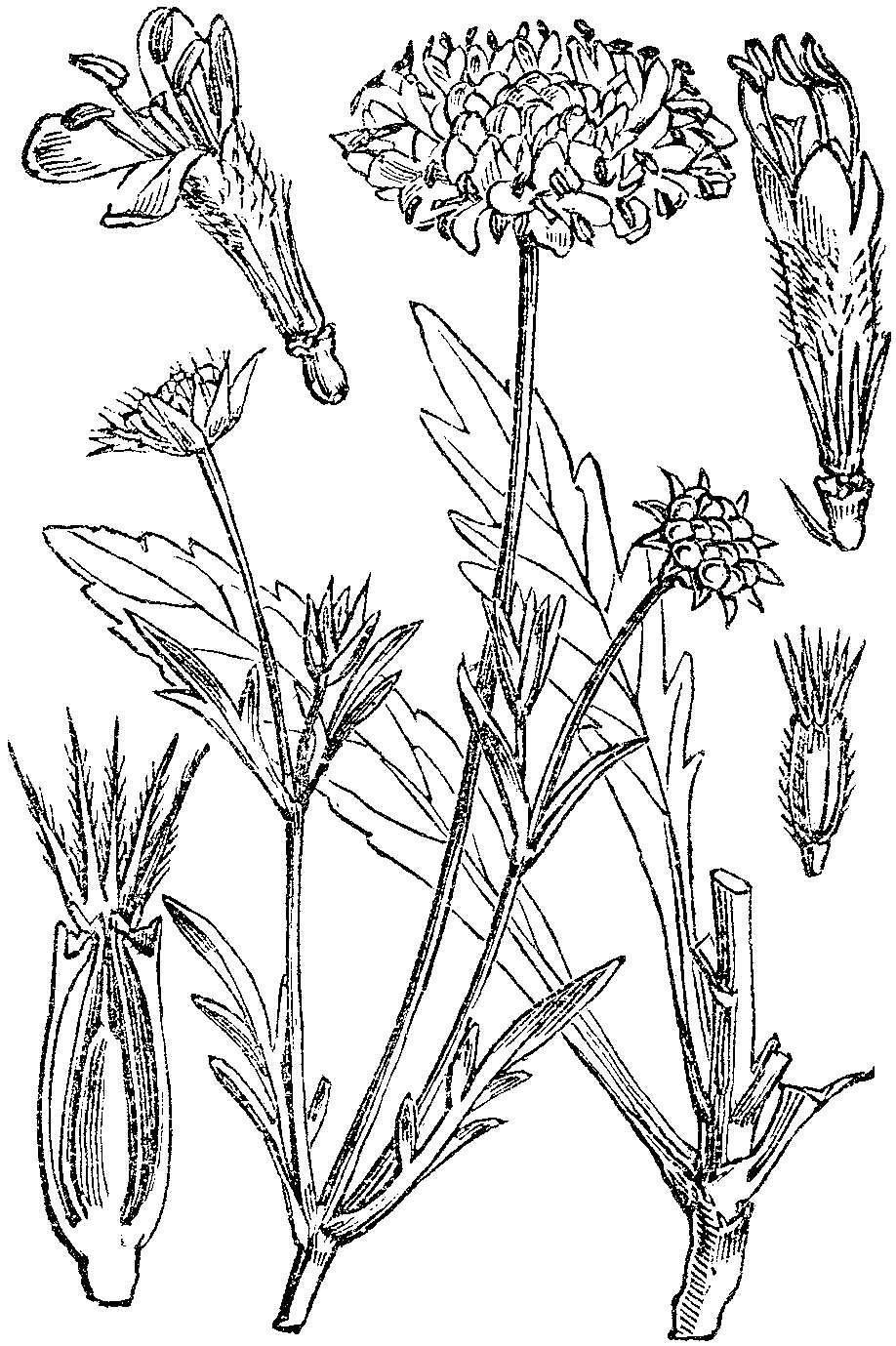
Illustration von Martin Cilenšek
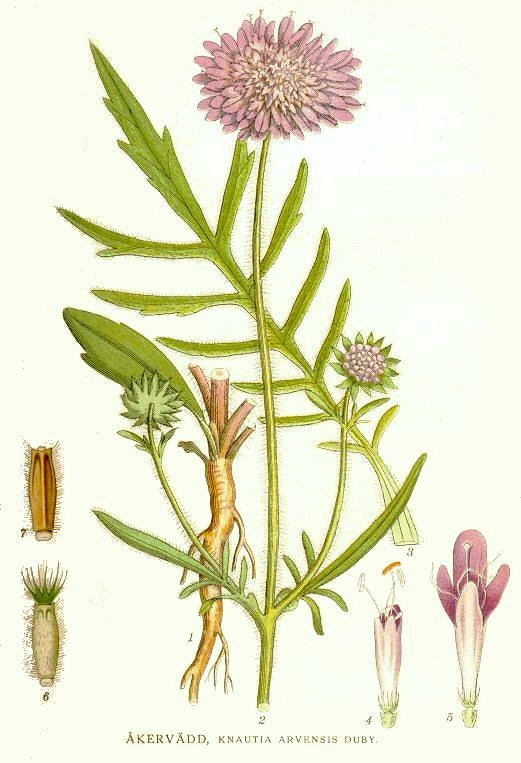
Illustration von Carl Axel Magnus Lindman
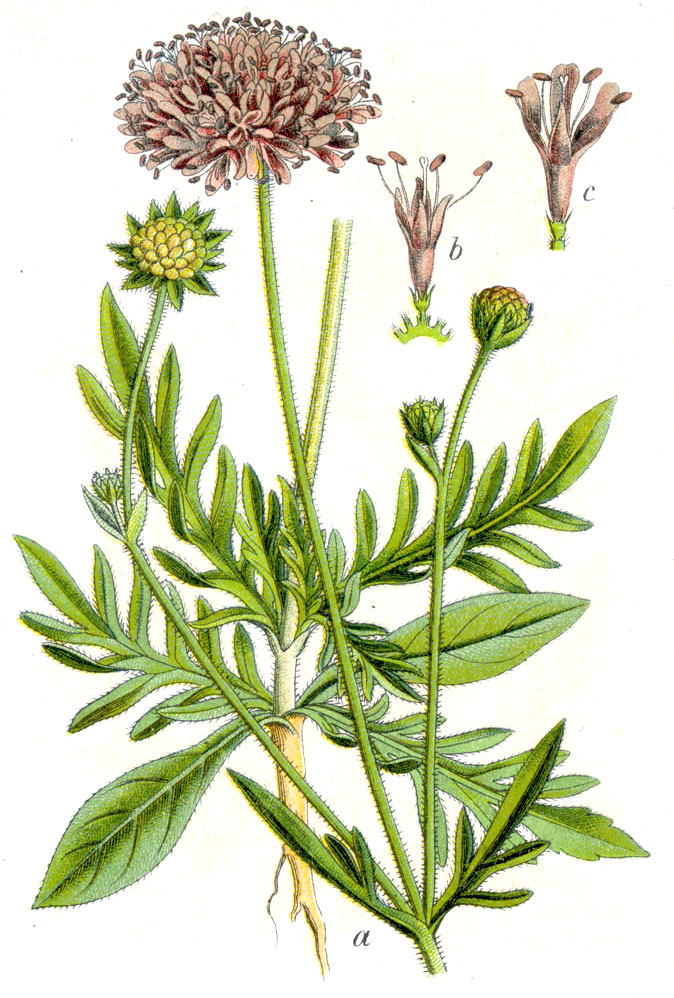
Illustration von Jacob Sturm
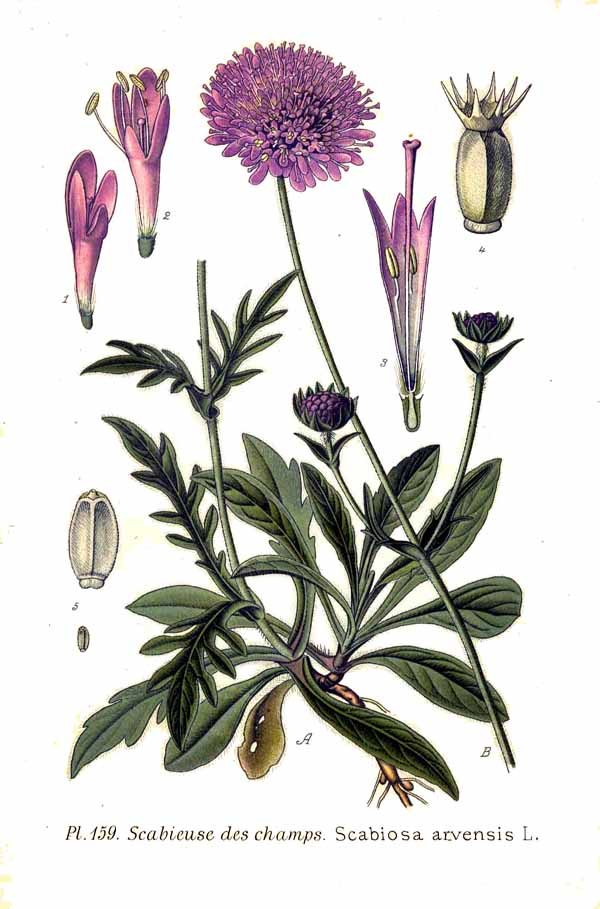
Illustration aus dem Atlas des plantes de France